# Kamil
Kamil je mužské jméno přejaté z latiny (pocházející z orientu). Latinské camillus znamenalo „narozený ze svobodných rodičů“ nebo „heřmánek“. Podle jiných zdrojů jméno má znamenat „urozený“, „mladý obětní služebník“, „chrámový služebník“.
Kamil také znamená celý, dokonalý, kompletní v arabštině.
Podle českého kalendáře má svátek 3. března.

## Statistické údaje
Následující tabulka uvádí četnost jména v ČR a pořadí mezi mužskými jmény ve srovnání dvou roků, pro které jsou dostupné údaje MV ČR – lze z ní tedy vysledovat trend v užívání tohoto jména:
| Rok       | Četnost    | Pořadí      |
| 1999      | 13 859     | 55.         |
| 2002      | 13 972     | 55.         |
| Porovnání | o 113 více | žádná změna |
| 2006      | 14 177     | 58.         |

Změna procentního zastoupení tohoto jména mezi žijícími muži v ČR (tj. procentní změna se započítáním celkového úbytku mužů v ČR za sledované tři roky 1999-2002) je +1,6%.

## Známí nositelé jména
- Kamil Běhounek – český hudební skladatel a jazzový harmonikář
- Kamil Bednář – český básník
- Kamil Hála – český jazzový hudebník
- Kamil Hornoch – český astronom
- Kamil Krofta – český politik a historik
- Kamil Lhoták – český malíř, grafik a ilustrátor
- Camille Saint-Saëns – francouzský hudební skladatel
- Kamil Stoch – polský skokan na lyžích
- Kamil Střihavka – český zpěvák
- Kamil Peteraj – slovenský básník a textař
- Kamil Roškot – český architekt
- Kamil Zeman – český spisovatel (pseudonym Ivan Olbracht)